# Son Altesse
Pour les articles homonymes, voir Altesse.
Son Altesse (abrégé en S.A.) est un prédicat honorifique qui peut être utilisé par les membres d'une maison royale (ou d'une dynastie), comme l'altesse royale et l'altesse impériale. Autrefois utilisé par les rois, et les empereurs, il est supérieur au traitement d'altesse sérénissime.

## Utilisation en Europe
Au Portugal et en Espagne, c'est le titre sous lequel est désigné l'infant, fils du monarque qui n'est pas l'héritier présomptif de la Couronne. En France, ceux qui portaient ce prédicat étaient les princes du sang. Il a aussi pu être utilisé dans des républiques ou des dictatures, comme lorsqu'Oliver Cromwell était lord-protecteur de la république du Commonwealth d'Angleterre, d'Écosse et d'Irlande.

## Utilisation dans l'empire du Brésil
Au Brésil, il était utilisé par les princes du Brésil, qui se situaient dans l'ordre de succession après le prince impérial et son premier-né, le prince du Grão-Pará.
L'empereur Pierre Ier accorda à sa fille Isabelle-Marie d'Alcantara Brasileira, née de sa liaison avec la marquise de Santos, le titre de duchesse de Goiás. On s'adressait alors à elle en l'appelant « Son Altesse la duchesse de Goiás ».